# Germania ai II Giochi olimpici invernali
La Germania partecipò ai II Giochi olimpici invernali, svoltisi a Sankt Moritz, Svizzera, dall'11 al 19 febbraio 1928, con una delegazione di 44 atleti impegnati in sette discipline.

## Medaglie

### Per discipline
| Sport  | Oro | Argento | Bronzo | Totale |
| ------ | --- | ------- | ------ | ------ |
| Bob    | 0   | 0       | 1      | 1      |
| Totale | 0   | 0       | 1      | 1      |

### Medaglie
| Medaglia | Atleta                                                           | Sport | Evento                 |
| -------- | ---------------------------------------------------------------- | ----- | ---------------------- |
| Bronzo   | Hanns Kilian Valentin Krempl Hans Heß Sebastian Huber Hans Nägle | Bob   | Bob a quattro maschile |